# 泰爾泰爾區
泰爾泰爾區是阿塞拜疆的一個區，位於該國西部。大部份地區是納戈爾諾-卡拉巴赫自治共和國的一部份。面積412平方公里，1993年人口63,745人。首府泰爾泰爾。
1930年設區。1992年納戈衝突後屬於納卡自治共和國的地方為亞美尼亞佔領。於2023年被亞塞拜然收復。